# کلاهبردار (فیلم ۲۰۱۰ کانادایی)
کلاهبردار (به انگلیسی: The Con Artist) فیلمی محصول سال ۲۰۱۰ و به کارگردانی ریسا برامون گارسیا است. در این فیلم بازیگرانی همچون روسیف ساترلند، ربکا رومین، دونالد ساترلند، سارا رومر، راسل پیترز، کوری لی و پدرو میگوئل آرسی ایفای نقش کرده‌اند.